# CD4

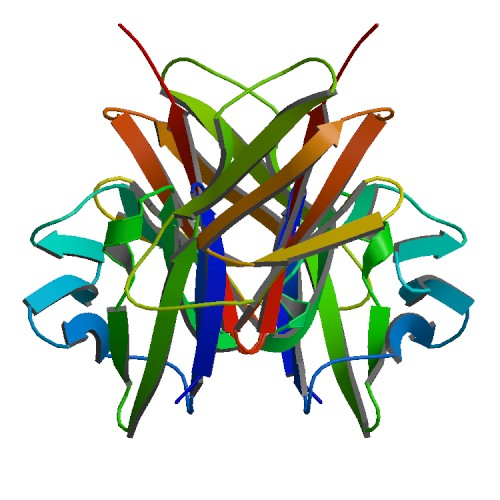
사람 CD4의 결정학적 구조

세포표면항원무리 4 혹은 CD4는 보조 T 세포, 단핵구, 대식세포, 수지상세포 등 면역세포의 표면에 있는 당단백질 분자이다. 1970년대 후반에 발견되었고, 원래는 leu-3와 T4(여기 반응한 OKT4 단일클론 항체를 따서 이렇게 부름)라고 불리다가 1984년 CD4로 배정되었다. 사람의 CD4 단백질은 CD4 유전자에 부호화되어 있다.
CD4+ 보조 T 세포는 백혈구의 일종으로 사람 면역계에 필수적이다. 종종 CD4 세포, TH 세포라고도 부른다. 보조 T 세포는 다른 면역세포, 예를 들면 CD8 세포독성 T 세포에 신호를 보내 감염성 입자를 없애도록 "보조"한다. HIV 감염, 장기 이식 전 면역억제제 등으로 인하여 CD4 세포가 감소하면 외부 감염에 취약해져서, 일반적인 경우에는 면역계가 싸워 이길 수 있는 감염도 막아내지 못한다.

## 구조

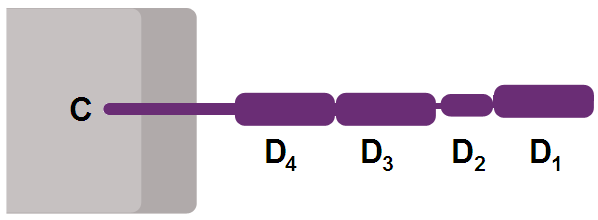
CD4 수용체를 개략적으로 나타낸 그림

CD4는 면역글로불린 상과에 속한다. 면역글로불린 네 개(D1에서 D4)는 세포 바깥 표면에 노출되어 있다.
- D1과 D3는 면역글로불린 가변(IgV) 도메인과 유사하다.
- D2과 D4는 면역글로불린 불변(IgC) 도메인과 유사하다.

CD4는 D1 도메인을 이용하여 II형 MHC 분자의 β2 도메인과 상호작용한다. 따라서 CD4 T 세포는 II형 MHC가 제시한 항원에 특이적이고, I형 MHC에는 그렇지 않다. 이를 "II형 MHC에 제한적"(MHC class II-restricted)이라 한다. I형 MHC에는 β2 마이크로글로불린이 있다.
CD4의 짧은 세포질 혹은 세포내 꼬리에는 특별한 아미노산 서열이 있어 Lck 분자와 상호작용한다.

## 기능

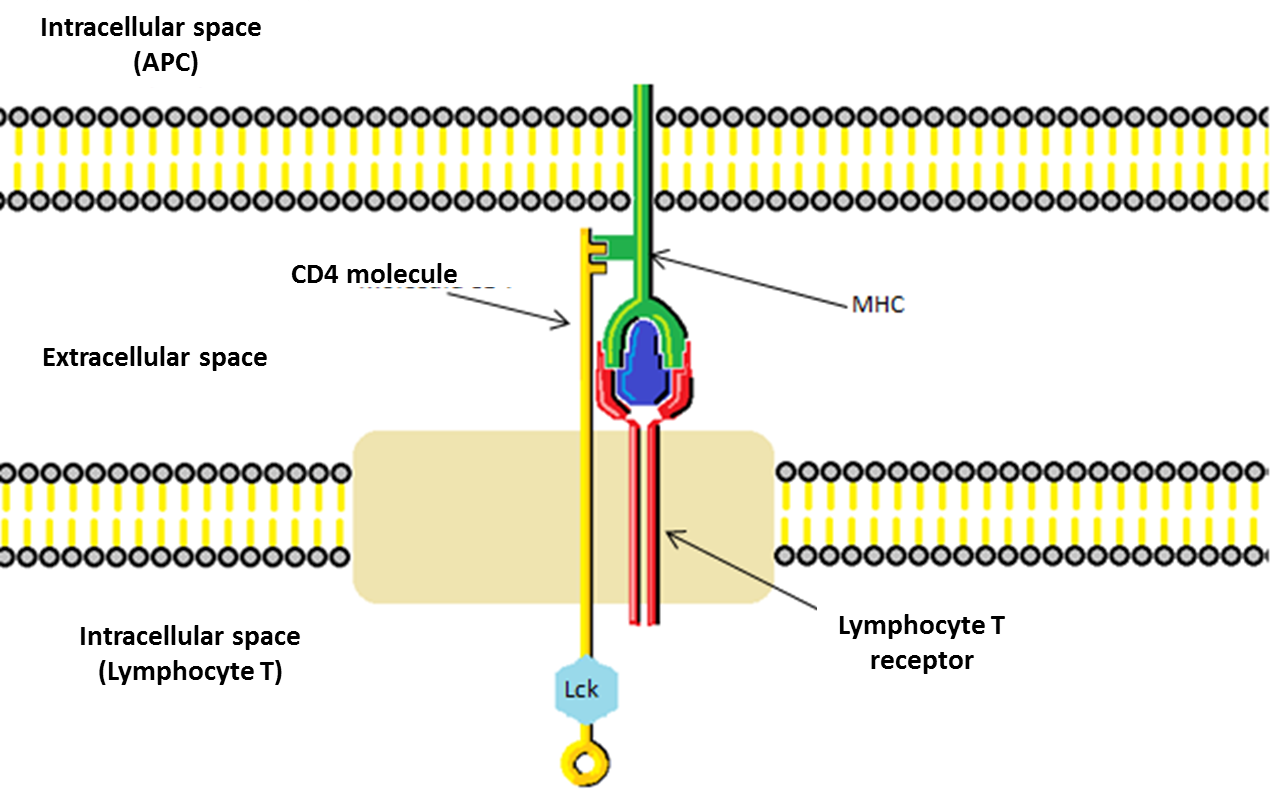
MHC의 다형 영역이 아닌 곳에 결합한 CD4 공동수용체

CD4는 T 세포의 공동수용체로, T 세포 수용체(TCR)를 도와 항원제시세포와 소통한다. CD4의 세포내 도메인은 타이로신 인산화효소인 Lck를 모아 T 세포 수용체에서 발생한 신호를 증폭시킨다. 효소 Lck는 활성 T 세포의 신호 연쇄반응을 구성하는 분자를 활성화하는데 필수적이다. T 세포는 활성화하면서 다양한 보조 T 세포가 된다. CD4는 세포외 도메인을 통하여 항원제시세포의 표면에 있는 II형 MHC와도 직접 상호작용한다. 세포외 도메인은 면역글로불린과 유사한, β 병풍 구조 두 개에 일곱 개의 β 가닥이 있는 구조이다.

### 기타 상호작용
CD4는 SPG21, Lck, 단백질 unc-119 상동체와 상호작용 한다는 연구가 있다.

## 질병

### HIV 감염
HIV-1은 CD4를 이용하여 숙주 T 세포에 들어가는데, 이는 바이러스 껍질 단백질인 gp120을 통해 이루어진다. CD4에 결합하면 gp120의 입체형태가 변화하여 HIV-1가 숙주 세포의 또 다른 공동수용체인 케모카인 수용체 CCR5와 CXCR4에 결합한다. 이어서 바이러스 단백질 gp41의 구조가 변화하고, HIV는 숙주 세포에 융합 펩타이드를 넣어 세포막과 바이러스 막이 융합하도록 한다.

### HIV 병리학
HIV에 감염되면 CD4 T 세포의 수가 급격하게 감소한다. 의료진은 CD4 수를 참고하여 치료를 시작할 시점을 결정한다.(현대 치료법은 CD4 수와 관련 없이 HIV 감염 이후 혈액 검사에서 확진 후에 바로 치료를 시작한다. 이유는 먼저 치료한 그룹이 그렇지 않은 그룹에 비해서 삶의 질,육체적 정신적 건강 면에서 월등히 높기 때문 즉각 치료는 강제적 의무사항은 아니지만 여러 가지 관점으로 봤을 때 하지 않은 근거는 거의 없다고 봐도 무방하다) 정상적인 혈액 검사값은 마이크로리터(혹은 mm3) 당 세포의 수로 나타내며, 정상 CD4 세포의 수는 500-1200개/mm3이다. CD4 세포 수는 직접적인 HIV 검사, 즉 바이러스 DNA나 HIV에 특이적인 항체를 검사하는 것이 아니고, 환자의 면역력 상태를 파악하기 위한 수치이다. 환자의 CD4 수가 350-500개/mm3까지 떨어지면 치료한다. 200개/mm3 이하로 떨어지면 AIDS로 정의된 질병에 걸린다. NIH는 HIV 양성인 모든 사람은 CD4 수에 관계없이 치료를 받을 것을 권고한다. 의학 전문가는 치료의 효과를 파악하기 위하여 CD4 검사를 참고한다.

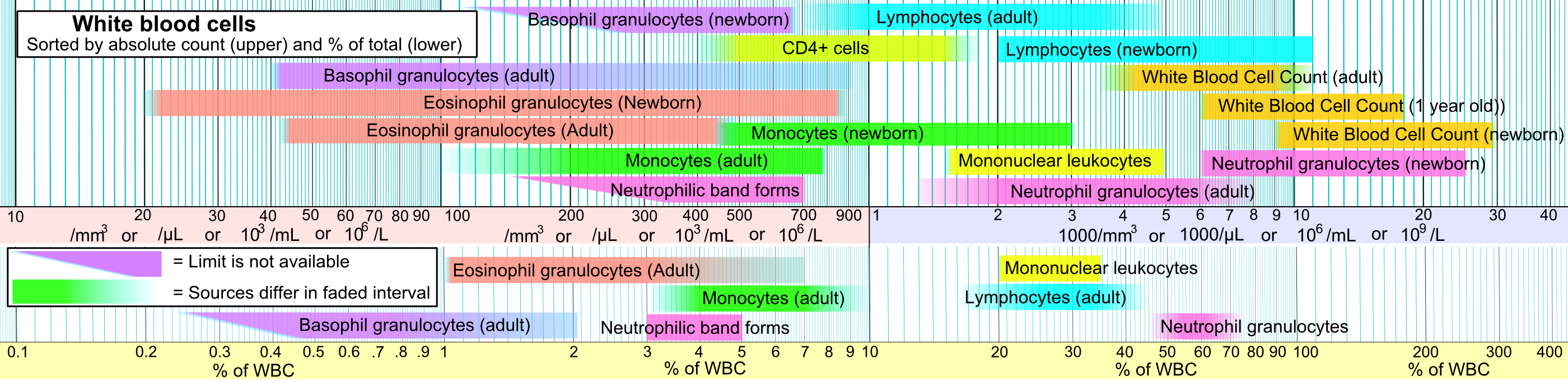
백혈구 혈액 테스트의 표준 범위. 연두색으로 나타낸 CD4+ 세포와 기타 세포들을 비교할 수 있다.

### 기타 질병
CD4는 보조 T 세포에서 유래한 신생물 대부분에서도 발현된다. 따라서 생검한 조직에서 면역조직화학법을 통해 CD4를 검출하여 말초 T 세포 림프종의 및 그와 관련된 악성 상태를 파악할 수 있다. 백피나 제1형 당뇨병 등 다수의 자가면역질환과도 연관이 있다.